# Manuel Bandeira

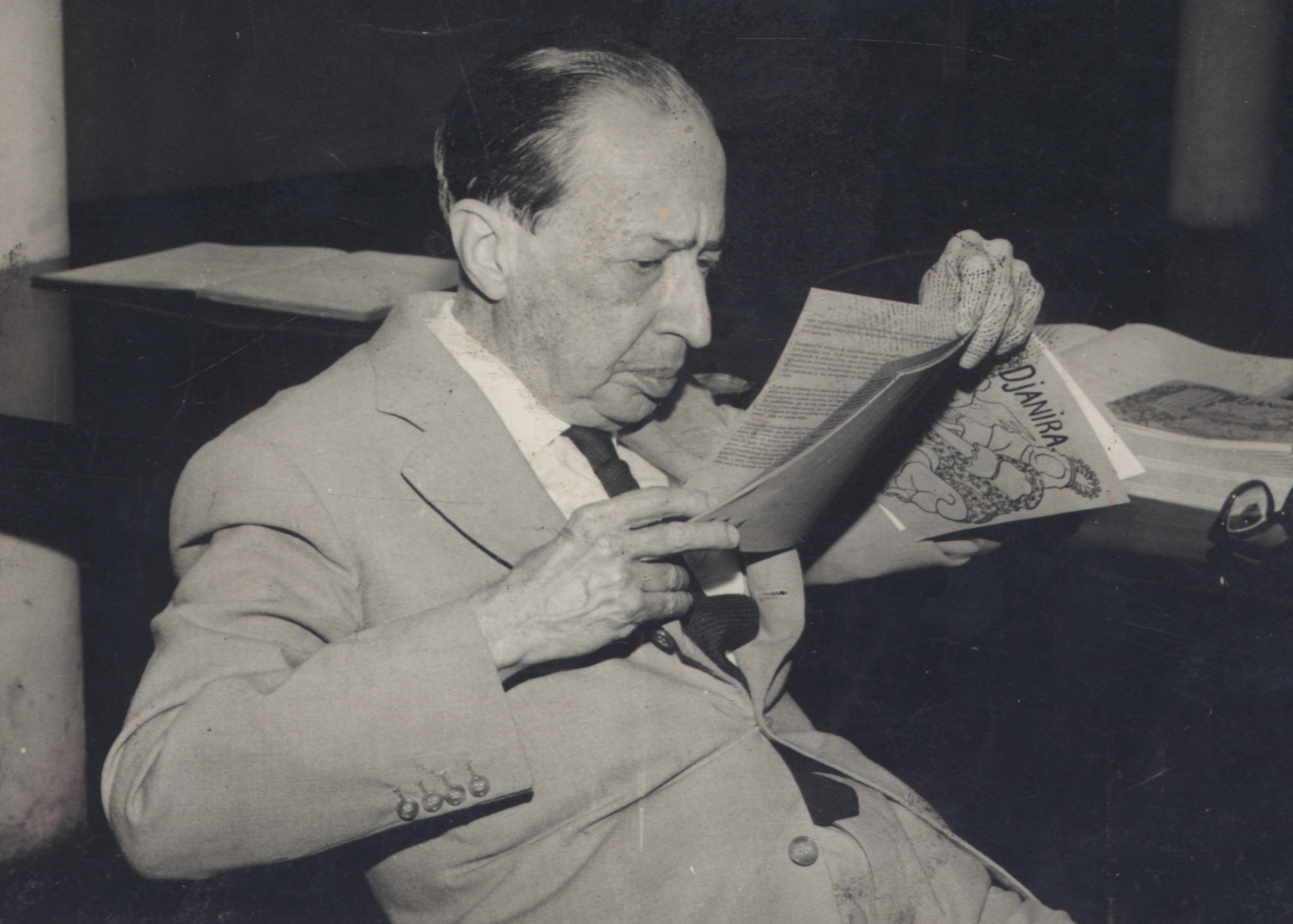
Manuel Bandeira (Arquivo Nacional), 1966

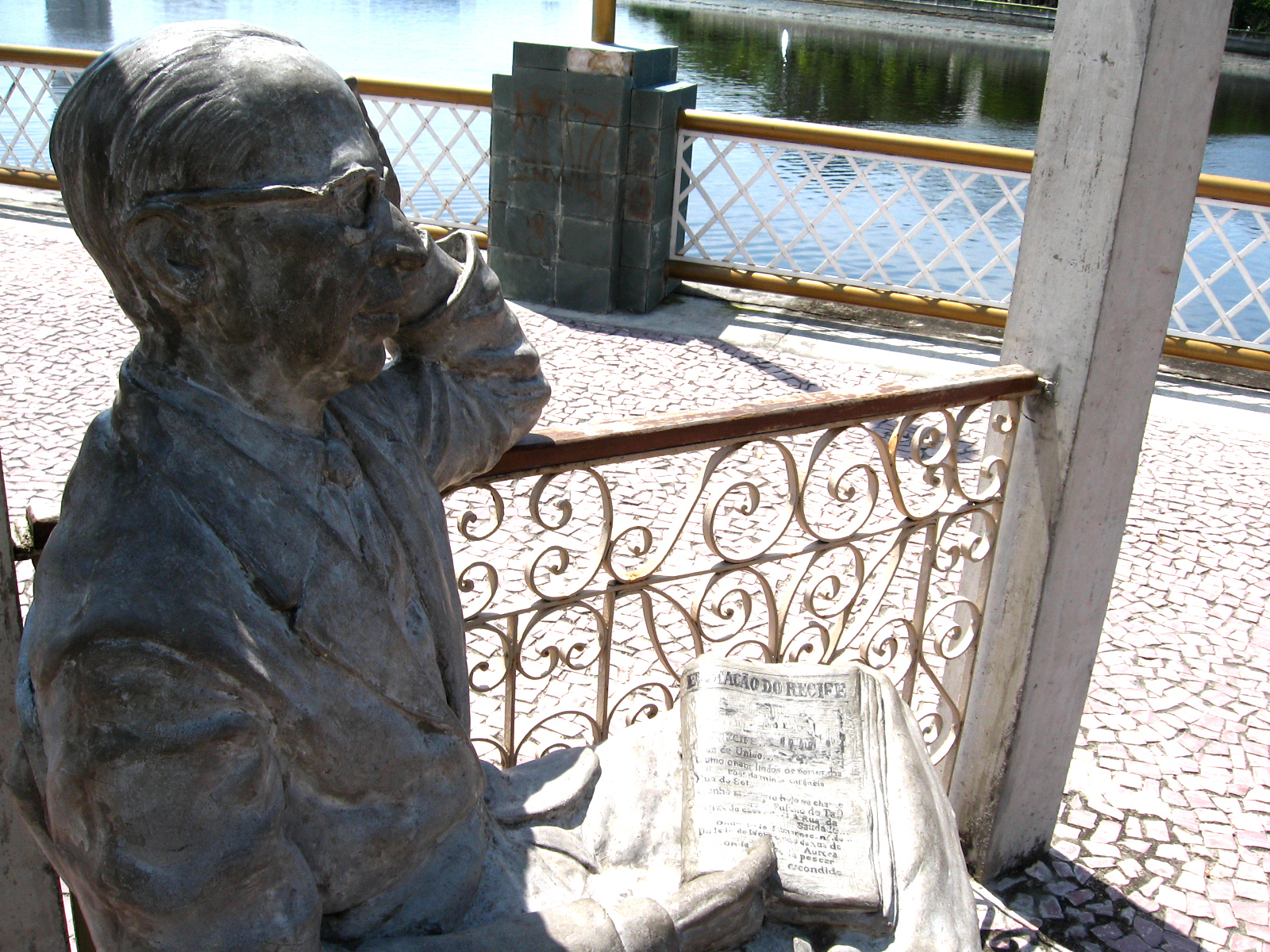
Bronzedenkmal in Recife

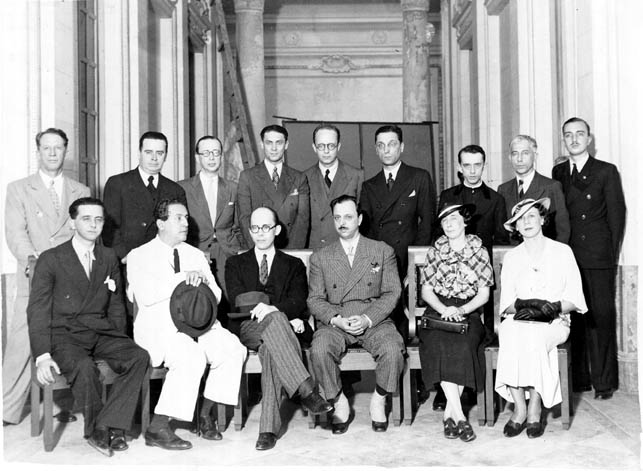
Manuel Bandeira, Alceu Amoroso Lima, Hélder Câmara, Lourenço Filho, Roquette Pinto und Gustavo Capanema, stehend v.l.n.r (1936)

Manuel Carneiro de Souza Bandeira Filho (* 19. April 1886, Recife PE; † 13. Oktober 1968, Rio de Janeiro) war ein  brasilianischer Schriftsteller und Dichter. Er wird zur Generation 22 in der modernen  brasilianischen Literatur gezählt.

## Biografie
Bandeira studierte seit 1903 Architektur und Ingenieurwesen in São Paulo an der Escola Politécnica. Wegen einer Tuberkuloseerkrankung brach er sein Studium ab und lebte in der Zeit vor dem Ersten Weltkrieg in Davos. Ab 1914 erschienen erste Veröffentlichungen. Er übersetzte zahlreiche Dichter der Weltliteratur, wie Hölderlin, Rainer Maria Rilke, Friedrich Schiller oder Novalis. Von 1938 bis 1943 war er Professor für Literatur am Colégio Pedro II und wurde 1940 Mitglied der brasilianischen Akademie der Literatur (Academia Brasileira de Letras). 1943 wurde er zum Professor für Spanisch-Amerikanische Literatur an der Philosophischen Fakultät der Bundesuniversität Rio de Janeiro ernannt. 1956 ging er in den Ruhestand.

## Dichtkunst von Bandeira
Manuel Bandeira besaß einen einfachen und direkten Stil, der jedoch nicht die Härte von Lyrikern wie João Cabral de Melo Neto teilte. Er wählte alltägliche und universelle Themen, die er häufig mit poetischem Witz bearbeitete, was zu Formen und Einfällen führte, die die akademische Tradition als vulgär betrachtete.
Einige seiner Gedichte (wie Poética im Band Libertinagem) sind fast ein Manifest der  modernen Lyrik. Bandeiras Wurzeln liegen im Parnasianismo brasileiro und der zweiten Phase des experimentierfreudigen brasilianischen Modernismo. Er wurde 1922 zur Semana de Arte Moderna, der Woche der modernen Kunst, nach São Paulo eingeladen, nahm jedoch nicht persönlich teil. Anstelle dessen ließ er ein Gedicht (Os Sapos, Die Frösche) vortragen.
Das Werk Bandeiras ist von einer gewissen Melancholie gekennzeichnet, in dem er gleichzeitig einen Weg sucht, die Lebensfreude zu finden. Unheilbar lungenkrank wusste er davon, dass er jeden Augenblick aus dem Leben scheiden konnte; dieses Gefühl spiegelt sich an vielen Stellen seines Werkes wider.

## Ehrungen
Academia Brasileira de Letras
Manuel Bandeira  wurde 1940 Mitglied der Academia Brasileira de Letras, der brasilianischen Akademie der Literatur in Rio de Janeiro, und der dritte Stuhlinhaber des Sitzes Nr. 24 in Nachfolge von Luís Guimarães Filho.

## Werke
- 1917 – A cinza das horas
- 1919 – Carnaval
- 1924 – Poesia (A cinza das horas, Carnaval, Ritmo dissoluto)
- 1930 – Libertinagem
- 1936 – Estrela da Manhã
- 1940 – Poesias completas (alle vorherigen Bücher mit dem neuen Werk Lira dos cinquent’anos)
- 1948 – Poesias completas (alle vorherigen Bücher mit dem neuen Werk Belo Belo)
- 1948 – Mafua do Malungo
- 1952 – Opus 10
- 1954 – Poesias (mit Opus 10)
- 1963 – Estrela da tarde